# 1127 Mimi
1127 Mimi är en asteroid i huvudbältet som upptäcktes den 13 januari 1929 av den belgiske astronomen Sylvain Arend. Dess preliminära beteckning var 1929 AJ. Den fick senare namn efter hustrun till den belgiske astronomen Eugène Joseph Delporte.
Mimis senaste periheliepassage skedde den 11 juni 2020.[Uppdatering behövs] Dess rotationstid har beräknats till 12,75 timmar.
En förväxling kring namnet skedde mellan asteroid 1127 Mimi och 1145 Robelmonte. Arend föreslog namnet Robelmonte för sin upptäckt av asteroid nr 1127 och Delporte föreslog sin hustrus namn efter upptäckten av asteroid nr 1145. Vid namngivningen förväxlades uppgifterna, vilket förklarar varför Arends upptäckt har fått namn efter Delportes hustru.